# Mom + Pop Music
Mom + Pop Music  es una compañía discográfica independiente estadounidense fundado en el 2008 por Michael Goldstone y sus managers Cliff Burnstein y Peter Mensch.
La discográfica tiene diversos estilos musicales, pero principalmente se enfocan en artistas del rock y electrónica.
Mom + Pop Music es igual reconocido por tener artistas de talla internacional.

## Algunos artistas de la discográfica
- Andrew Bird
- Courtney Barnett
- FIDLAR
- Flume
- Metric
- Neon Indian
- Parquet Courts
- Porter Robinson
- Sleigh Bells
- Tokyo Police Club
- Tom Morello (Rage Against the Machine)
- Tycho
- underscores
- Wavves